# 1761 en littérature
| Années de la littérature : 1758 - 1759 - 1760 - 1761 - 1762 - 1763 - 1764    |
| Décennies de la littérature : 1730 - 1740 - 1750 - 1760 - 1770 - 1780 - 1790 |

Cet article présente les faits marquants de l'année 1761 en littérature.

## Événements
- Jupiter Hammon est le premier afro-américain à publier un poème à New York An Evening Thought. Salvation by Christ with Penitential Cries: Composed by Jupiter Hammon, a Negro belonging to Mr. Lloyd of Queen's Village, on Long Island, the 25th of December, 1760 (« Pensée d'un soir. Salut du Christ aux larmes pénitentes : composé par Jupiter Hammon, un nègre appartenant à Mr Lloyd, de Queens, sur Long Island, le 25 décembre 1760. »)[1].

- Un groupe de jeunes aristocrates influencés par les Lumières constituent à Milan autour de Pietro Verri et Cesare Beccaria un cénacle baptisé Accademia dei Pugni (les poings)[2].

## Parutions
- Louis Adrien Le Paige et Christophe Coudrette, Histoire générale de la Compagne de Jésus, vol. 1, Amsterdam, aux depens de la Compagnie, 1761 (présentation en ligne), qui stigmatisent les jésuites, en quatre volumes 2, 3, 4.

### Fictions

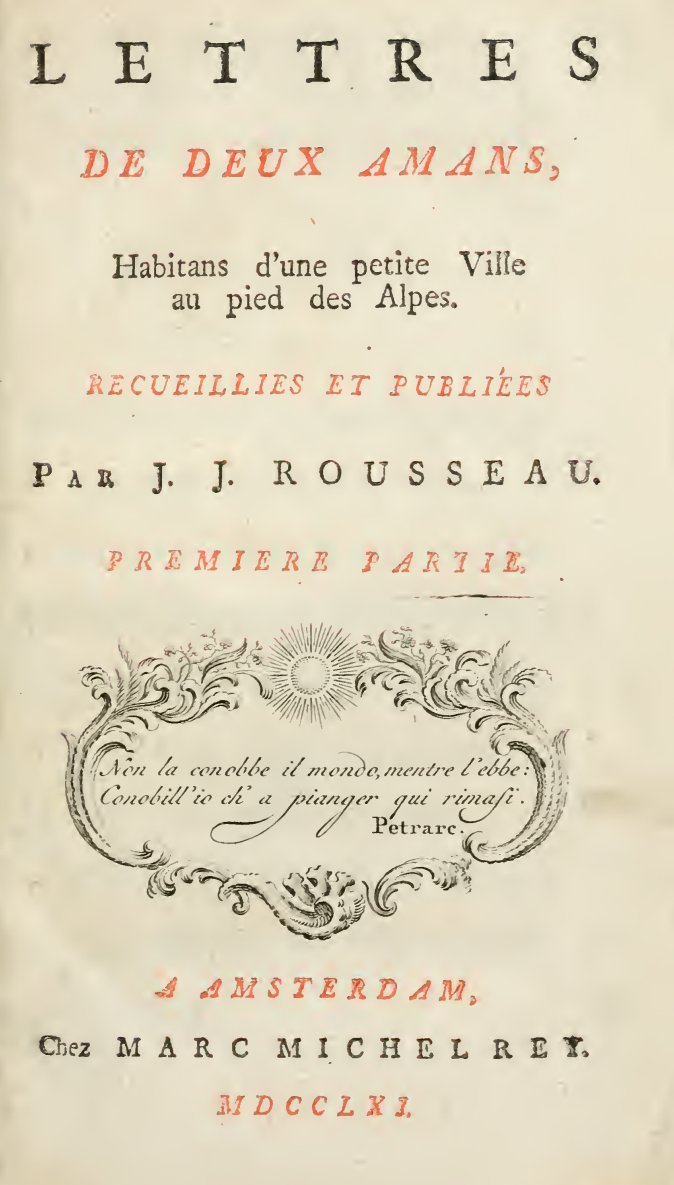

- Février : Jean-Jacques Rousseau, Lettres de deux amants : habitants d'une petite ville au pied des Alpes, Amsterdam, Chez Marc-Michel Rey, 1761 (présentation en ligne), roman épistolaire sous-titré Julie ou la Nouvelle Héloïse, en six parties 2 3 4 5 6.

- Décembre : James Macpherson, Fingal : an ancient epic poem in six books, London, T. Becket and P.A. De Hondt, 1762 (présentation en ligne), un recueil attribué au barde Ossian qui aurait vécu au IIIe siècle[3].

- Frances Chamberlaine Sheridan, Memoirs of Miss Sidney Bidulph, London, R. and J. Dodsley, 1761 (présentation en ligne), roman en trois volumes 2 3.

- John Hawkesworth, Almoran and Hamet : an Oriental Tale, vol. 1, London, Payne and W. Cropley, 1761 (présentation en ligne), roman en deux volumes.
- Charles-François Tiphaigne de La Roche, L'empire des Zaziris sur les humains ou la Zazirocratie, Pékin (Paris), chez DSMGTLPQXZ, 1761 (présentation en ligne).
- Marmontel, Contes moraux, La Haye, 1761 (présentation en ligne), en deux volumes.

## Naissances
- 3 mai : August von Kotzebue, dramaturge allemand († 23 mars 1819).